# Polní Voděrady
Polní Voděrady (en allemand : Feld-Wodierad) est une commune du district de Kolín, dans la région de Bohême-Centrale, en République tchèque. Sa population s'élevait à 190 habitants en 2020.

## Géographie
Polní Voděrady se trouve à 9 km au sud-ouest de Kolín, à 9 km à l'est de Kouřim et à 48 km à l'est-sud-est de Prague.
La commune est limitée par Libodřice au nord, par Lošany à l'est, par Dolní Chvatliny au sud et à l'ouest, et par Krychnov au nord-ouest.

## Histoire
La première trace écrite de la localité date de 1088.